# زاوية المرصص
زاوية المرصص أو المرصص هي إحدى القرى الليبية الواقعة في الشرق الليبي تحديدا 25 كيلومتر إلى الغرب من طبرق وهي تابعة إداريا لبلدية طبرق.
تأسست هذه القرية عام 1870 وكان يرأس هذه الزاوية الشيخ صالح الشريف، حيث لعبت هذه المنطقة دورا مهما ضد المحتل الإيطالي، ودارات على أرضها معركة الكراهب التي قادها التواتي عبد الجليل المنفي بتاريخ 13 فبراير 1929.